# 중대

NATO 병과기호 표준에 따른 아군 보병 중대 기호

중대(中隊, company)는 소대보다 크고 대대보다 작은 부대 단위 편제이다. 군 조직 내에서 기능하는 단위 제대 중 최말단 제대이다. 따라서 지휘권의 인정도 소대는 하지 않으나 중대는 인정한다.
공군의 경우, 미 공군의 Squadron을 일본에서 비행중대로 번역한 것을 그대로 옮기거나 또는 일부 영한사전이 Flight(편대)가 그저 대대의 하위 편제라고 해서 Flight를 중대로 오역하는 것 때문에 혼선이 있기도 하다. 그러나 미 공군의 Squadron은 한국 공군의 비행대대에 해당하며 일본 항공자위대의 비행대에 해당한다. 영국의 군 계급인 Squadron Leader(공군 소령)의 명칭과 실제 직책을 혼동하여 더욱 번역에 혼선이 있기도 하다. 전투기 기준 4기 또는 6기를 하나의 편대라고 고려할 때, 편대 3~5개에 해당하는 전투기(총 12~24기)와 조종사 및 행정계 인원을 합쳐 하나의 전투비행대대를 구성한다.

## 구조

### 한국형
대한민국 국군의 중대는 다음과 같은 구조이다.
- 중대장 : 대위[4]
- 부중대장 : 중위[5]
- 행정보급관 : 상사 또는 원사
- 소대장 : 소위 또는 중위[6]
- 부소대장 : 하사 또는 중사
- 분대장 : 병장 또는 하사

### 서구형
유럽 군대의 중대는 다음과 같은 구조이다.
- 중대장: 대위
- 중대장 보좌관: 준위 또는 소위[8] 또는 중위[9]
- 행정보급관: 상사
- 1소대장: 중위
- 1소대장 대리자: 소위[10]
- 2소대장, 3소대장: 상사
- 부소대장: 중사
- 분대장: 하사

## 중대장
"중대장"은 중대의 최고 지휘관을 일컫는다. 중대장부터 지휘관을 상징하는 지휘관 휘장을 가슴에 착용한다.
대체로 위관장교가 이 직책을 담당하며 중대는 보통 100명 안팎의 병력을 보유한다. 보통 대위가 담당한다. 중대보다 더 규모가 작은 부대의 지휘자인 소대장도 장교로 임명한다. 육군 기준으로 육군훈련소와 사단 신병교육대의 중대장은 부사관인 상사나 원사가 보임된다. 사단이나 여단 직할중대는 소령(진)이나 소령이 보임된다.
서구권 국가에서는 중대장이 되기 위해서 인수인계 차원으로 중대장 보좌관을 역임한 뒤 임무가 익숙해지면 중대장으로 보직하는 제도를 하는 나라도 있다. 또한 서구권 국가의 군대에서는 소대장은 장교와 부사관을 섞어서 임명하지만 중대장부터는 장교만 임명한다.

## 역사

### 백인대장
신약성서의 사복음서와 사도행전에는 백인대장과 천인대장이 나온다. 백인대장은 현재 군편제상 중대장, 천인대장은 연대장급이다. 천인대 6개 전후로 구성되는 군단(군단장)이 있다. 동양에서는 천호(1,000戶), 만호(10,000戶)라는 계급이 있었다. 지휘관이 거느리는 가(家) 수에서 비롯된 직책인데, 대표적으로 이성계의 의동생 이지란이 여진족의 천호였다.
이는 휘하에 대한 기준이 달랐기 때문인데 고대 사회에는 현세와는 달리 인구가 그리 많은 편이 아니었다. 백인대장과 천인대장은 순수하게 휘하 병력만으로 계산해서 병력이 100명이면 백인대장, 1,000명이면 천인대장이라 했다. 반면 천호나 만호는 병력은 물론이고 휘하 백성들까지 머릿수를 계산해서 부하로 칭했다.

### 조선시대
조선시대에는 무과급제자가 정6품으로 지금의 대위에 해당되며
종사관, 감찰, 현감등이 있음.

## 같이 보기
- 군사 편제